# Il gendarme e gli extraterrestri
Il gendarme e gli extraterrestri (Le Gendarme et les Extraterrestres) è un film del 1979 diretto da Jean Girault.
È il quinto film della fortunata serie francese de I gendarmi di Saint-Tropez. Il film fu campione d'incassi in Francia nel 1979. In Italia è stato distribuito anche come Il gendarme de Funès e gli extraterrestri.
Questo film è stato proiettato nelle sale italiane, sebbene attualmente la versione doppiata non sia più reperibile.

## Trama
I membri della gendarmeria di Saint-Tropez rimangono esterrefatti quando si incontrano con i loro doppelgänger in forma di alieni che si dichiarano pacifici. L'arrivo di un disco volante innesca emozione e paura dell'ignoto, facendo arrivare la stampa di tutto il mondo in questa bella e piccola cittadina marittima sulla Costa Azzurra: il problema diventa come riconoscere i gendarmi reali da quelli falsi. Il maresciallo maggiore Cruchot e i suoi colleghi ritengono che questi alieni siano fatti di metallo e che bevano l'olio da macchina.

## Produzione
Le riprese iniziarono il 15 settembre 1978 e durarono dodici settimane, furono eseguite a Saint-Tropez e Gassin nel Var.
Ci fu un incidente sul set del film: una cascatrice investì diversi pedoni durante le riprese, con due morti e alcuni feriti.

### Cast

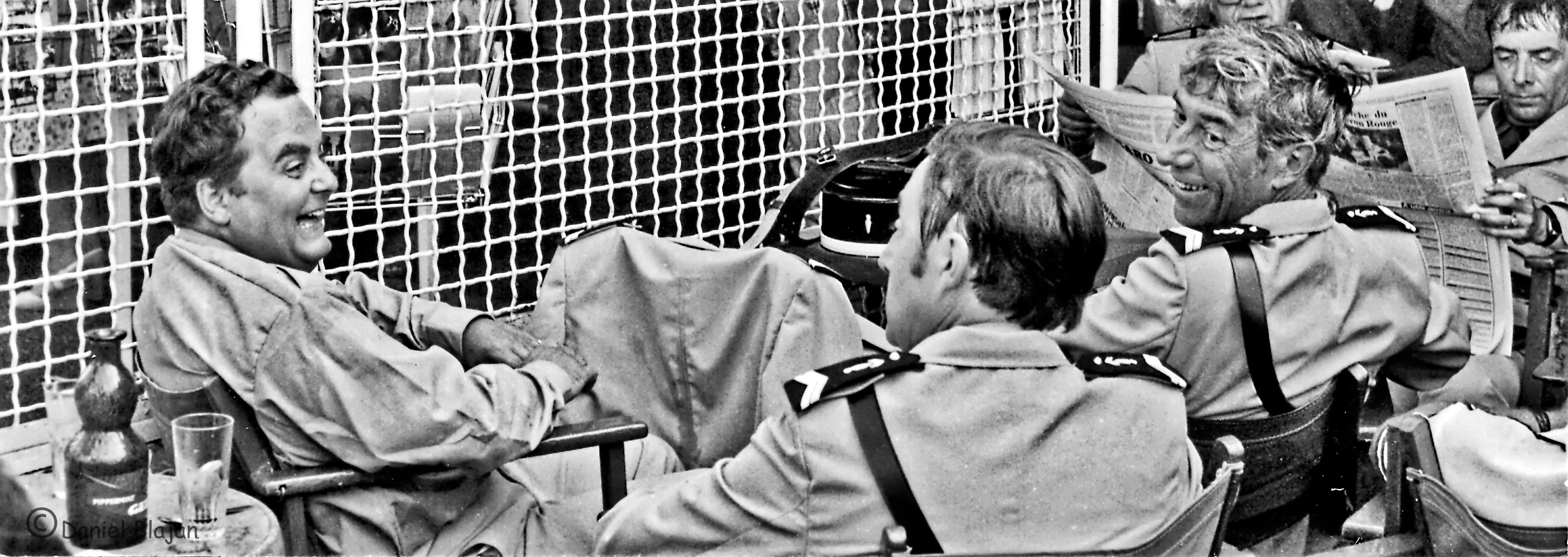
Maurice Risch, Guy Grosso, Jean-Pierre Rambal e Michel Modo durante una pausa del film.

Christian Marin, che interpreta il ruolo del gendarme Merlot, non ha preso parte a questo quinto film, in parte perché Jean Anouilh gli ha chiesto di realizzare La Culotte al Théâtre de l'Atelier, ma anche perché pensava di aver "fatto il tour" del soggetto e che "con un quinto o un sesto, avrebbe girato in tondo!". Il suo personaggio è sostituito da un equivalente, alto, magro e altrettanto allampanato, il gendarme Taupin, interpretato da Jean-Pierre Rambal. Apparso nel precedente film di Jean Girault, L'Horoscope (1978), Jean-Pierre Rambal era stato notato da Louis de Funès durante un'apparizione nel programma Aujourd'hui Madame, in un numero dedicato alla timidezza, dove lo trovava "formidabile". Rambal non riprese il suo ruolo nel film successivo, essendo troppo impegnato a teatro, e fu sostituito da un personaggio simile, interpretato da Patrick Préjean.
Sebbene abbia interpretato il gendarme Fougasse nei quattro film precedenti, Jean Lefebvre non appare, poiché la produzione non lo ha contattato per questo nuovo film. La stampa non ha mancato di sottolineare questa assenza, avendo già evidenziato le tensioni che regnavano tra Lefebvre, Jean Girault e Louis de Funès all'epoca di Tre gendarmi a New York e Calma ragazze, oggi mi sposo. Il regista chiarisce che Louis de Funès non vuole lavorare con persone che potrebbero creare una cattiva atmosfera sul set. Lefebvre dichiarò in seguito:
(Jean Lefebvre ai giornalisti)
Il personaggio di Fougasse viene così sostituito da un equivalente, un nuovo complemento comico, il gendarme Beaupied, interpretato da Maurice Risch. Louis de Funès ha scelto Risch dopo aver lavorato con lui a Chi ha rubato il presidente?, Le grandi vacanze e, più recentemente, a La Zizanie. Maurice Risch riprese il ruolo nel film successivo.
Claude Gensac tornerà nel ruolo di Josépha Cruchot, la moglie di Ludovic, dopo averla interpretata in Calma ragazze, oggi mi sposo e 6 gendarmi in fuga. Il suo programma di riprese è stato raggruppato in sole tre settimane, per permettergli di provare l'opera teatrale di George Bernard Shaw La Maison des cœurs brisés, al Théâtre de la Ville, sotto la direzione di Jean Mercure. Alla fine, pochi giorni prima dell'inizio delle riprese, il regista gli ha negato il permesso di andarsene. Claude Gensac è stata frettolosamente sostituito da Maria Mauban, per la quale il ruolo è stato "tagliato e ridotto", la sua assenza per gran parte del film è giustificata da una vacanza in Bretagna. L'attrice, che avrebbe fatto la sua ultima apparizione cinematografica, aveva incontrato Louis de Funès sul set di Pas de week-end pour notre amour nel 1950. Josépha Cruchot è ancora una volta interpretato da Claude Gensac nel film successivo, Le Gendarme et les gendarmettes.
Jacques François rimpiazza Yves Vincent nel ruolo del Colonnello.
Vi partecipano il cantante e attore Henri Génès (quale titolare del ristorante Le Cabanon), il comico Pierre Repp (nella parte del meccanico) e Lambert Wilson (l'alieno che parla con Beaupied), che appare in un film per la prima volta.
Serge Brasseur, un imponente abitante del posto, viene ingaggiato in un piccolo ruolo, in cui Cruchot gli dà una pacca sulla spalla.
Micheline Bourday sostituisce Nicole Vervil, che si era volontariamente allontanata dalla settima arte, nel ruolo della moglie del maresciallo Gerber, Michel Galabru, per gli ultimi due titoli della serie Gendarmi.
Jean-Roger Caussimon interpreta il vescovo in visita al convento di Saint-Tropez, dopo aver interpretato il ruolo di Lord Mac Rashley in Fantômas contro Scotland Yard (1967).
Il film viene girato in un periodo in cui ormai de Funès, a causa della sua malferma salute, partecipava al massimo a una pellicola all'anno. Nella parte finale della carriera (muore nel 1983) cercava copioni di maggiore qualità e presiedeva sempre più spesso al montaggio.
I sei poliziotti sono: Louis de Funès, Michel Galabru, Michel Modo, Guy Grosso, Jean-Pierre Rambal (1º gendarme) e Maurice Risch (2º gendarme).
Il maresciallo Gerber, che negli altri episodi si chiama Jerome, qui si chiama Antoine. Sua moglie, chiamata Cecilia nel primo episodio e nel quarto, Gilberte nel terzo, qui si chiama Simone.

## Accoglienza

Louis de Funès e il disco volante

Il più popolare nella serie dei sei film sui Gendarmi, Il gendarme e gli extraterrestri è stato il più grande successo al botteghino in Francia nel 1979, attirando ben 6,2 milioni di spettatori in prima uscita. Con 5,6 milioni di biglietti venduti al cinema in Germania, è stato il film francese di maggior successo in tale nazione (al 2012). Sebbene la formula stesse cominciando a sembrare un po' stanca, estendendo la storia della serie verso la parodia di fantascienza, la produzione ha trovato nuova vitalità. I gendarmi questa volta infatti incontrano gli extraterrestri e le situazioni surreali non mancano.
Il film fornisce un farsesco tour de force a Louis de Funès e Michel Galabru, che hanno ormai sviluppato un brillante doppio atto - l'"uomo retto" Galabru a spalla di un de Funès commediante supremo. Quest'ultimo certamente interpreta alcune delle sue gag più esilaranti - vestendosi da suora, schiaffeggiando bagnanti per scoprire se siano alieni o meno (gli alieni sono apparentemente fatti di metallo), per non parlare dell'inserimento di un oggetto appuntito nel posteriore del suo colonnello. E molto altro ancora.
Il film è una brillante parodia di tutto il genere B-movie di sci-fi, completo di alieni facilmente distruttibili e navicella spaziale in vetroresina. Vi sono inoltre palesi allusioni a Incontri ravvicinati del terzo tipo, uscito l'anno prima che questo film andasse in produzione.

## Sequel
Visto il successo di questo ritorno del Gendarme dopo otto anni di assenza dagli schermi, Jean Girault, Jacques Vilfrid e Louis de Funès stavano ovviamente pensando a un nuovo film. Si imbarcarono per la prima volta in L'Avare, diretto da Jean Girault e dallo stesso Louis de Funès, il cui sogno era quello di adattare l'opera di Molière per il cinema. Fu quindi avviata una sceneggiatura per una sesto film del Gendarme. Pensano quindi a un ritorno o a una vendetta degli alieni: Le Gendarme et la Revanche des Extraterrestres (lett. Il Gendarme e la vendetta degli extraterrestri), con una sinossi piuttosto vaga, si sarebbe svolto in parte nello spazio; Louis de Funès sognava di fare un film muto, che sarebbe stato realizzato con pochi dialoghi e molti effetti speciali, scene senza peso ed effetti video. I gendarmi, ritrovandosi nel disco volante degli alieni, incontrano il loro capo ma tornati sulla Terra, vengono depositati su un'isola del Triangolo delle Bermuda, "la zone diabolique des catastrophes et des disparitions" (lett. la zona diabolica dei disastri e delle sparizioni). Altre idee nella stessa vena fantastica di questo quinto film sono state prese in considerazione, come un viaggio nello spazio della brigata di Saint-Tropez (che pensano si chiamerà Il gendarme in orbita). Dopo alcuni maltrattamenti, la brigata Saint-Tropez si riunì a Waterloo nel 1815 e incontrò l'imperatore Napoleone. Infine, Jean Girault, Jacques Vilfrid e Louis de Funès, mentre lavoravano a Il gendarme e la vendetta degli extraterrestri, si interessarono al romanzo La Soupe aux choux di René Fallet. Questa idea della sesta opera del Gendarme portò infine all'adattamento del romanzo di René Fallet: La Soupe aux choux uscì nel 1981 con, nel cast, Louis de Funès, Jean Carmet e Jacques Villeret.
Nel frattempo, le prime donne entrarono a far parte della Gendarmeria Nazionale francese: invece di un ritorno degli Extraterrestri, Jean Girault, Jacques Vilfrid e Louis de Funès lavorarono all'arrivo di gendarmi donne nella brigata di Saint-Tropez. Le Gendarme et les gendarmettes è stato distribuito nel 1982, tre anni dopo Il gendarme e gli extraterrestri.
È l'ultimo film di Louis de Funès, che morirà dopo le riprese il 27 gennaio 1983 e l'ultima pellicola di Jean Girault che morirà il 24 luglio 1982 durante le riprese, ma il film verrà completato da Tony Aboyantz.